# Карбонеска (Перуђа)
Карбонеска је насеље у Италији у округу Перуђа, региону Умбрија.
Према процени из 2011. у насељу је живело 329 становника. Насеље се налази на надморској висини од 517 м.